# Reuters
Pour les articles homonymes, voir Reuters (homonymie).
Reuters est une agence de presse fondée en 1851 à Londres. Elle fait partie des agences de presse mondiales et généralistes, activité historique qui représente une partie de son chiffre d'affaires, majoritairement consacré à l'information financière. Il s'agit d'une des plus grandes agences de presse au monde,.
Près de 2 400 journalistes, rédacteurs, photographes et cadreurs travaillent pour Reuters dans 196 pays à travers le monde. Depuis les années 1960, elle doit principalement son développement à l’information économique et financière.
L'entreprise est introduite en bourse de Londres en 1984 et y lève 52 millions de livres, qui l'aident ensuite à réaliser des acquisitions dans le secteur de la technologie, afin de poursuivre sa croissance, avant d'être achetée par le groupe de presse canadien Thomson Financial en 2007, constituant ainsi un nouvel ensemble rebaptisé Thomson Reuters.

## Histoire

### Débuts

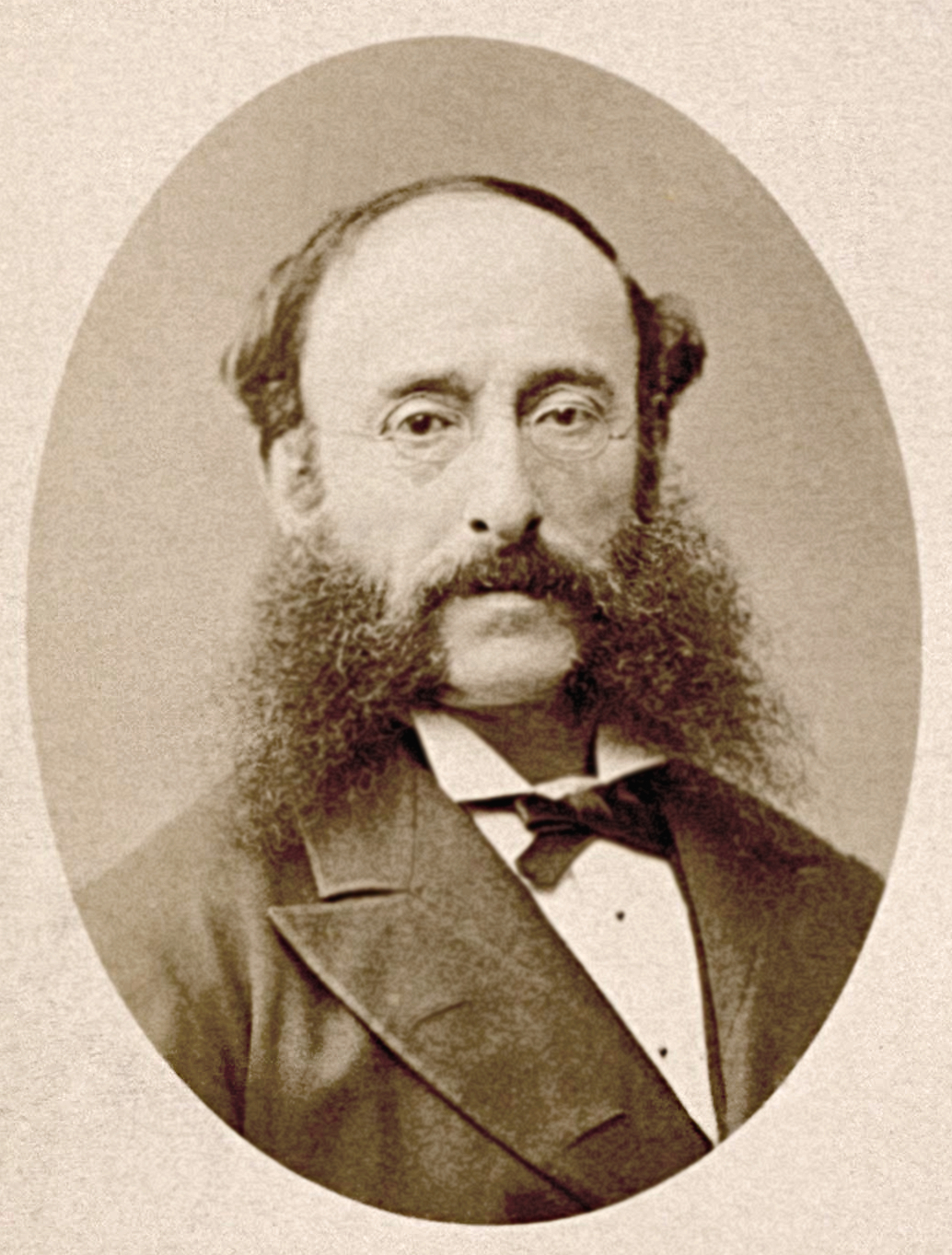
Paul Julius Reuter en 1860.

Comme beaucoup d'Allemands, Paul Julius Reuter, immigrant juif, fils de rabbin et éditeur d'un journal, fuit Berlin après la révolution de 1848. Certains partent en Amérique, lui s'installe à Paris, où il travaille pour Charles Havas, qui a créé l'agence Havas en 1835.
En 1849, il crée sa propre agence, traduisant des informations de la presse française en allemand pour les journaux régionaux. Il fait faillite après un mois, ce qui l'amène à s'installer à Aix-la-Chapelle pour diffuser plutôt vers les centres d'affaires de Paris, Bruxelles et Berlin. L'interconnexion des marchés financiers lui ouvre des horizons commerciaux mais au coût élevé, ce qui l'amène à fonder en 1859 un Cartel des agences de presse avec Charles-Louis Havas et Bernhard Wolff, créateur du Wolff’s Telegraphisches Bureau à Berlin, appelé aussi Agence Continentale, lui-même lointain ancêtre de la Deutsche Presse Agentur (DPA).
De 1850 à 1870, installé à Londres, il lance un service d'information télégraphique, utilisant notamment le câble sous-marin entre Douvres et Calais. Des bureaux de télégraphe ouvrent à travers les pays européens suivant la maxime de Reuter : « Follow the cable ». Reuters Telegram Company, créé en 1865, entre en Bourse avec un statut de société par actions.

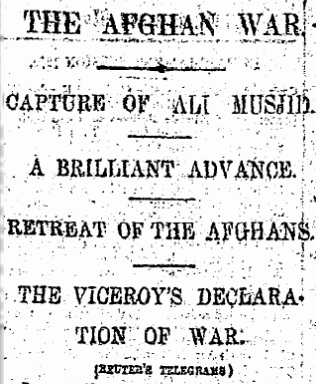
Le 23 novembre 1878, télégramme de Reuters annonçant la bataille d’Ali Masjid.

Paul Julius Reuter continue l'expansion de ses bureaux en Extrême-Orient et en Amérique. Il passe en 1874 des accords bilatéraux avec Charles-Louis Havas, ce qui permet de relancer l'année suivante le Cartel des agences de presse, menacé par le lien créé en 1869 par l'Agence Continentale avec l'agence de Chicago qui s'est plainte de l'individualisme de celle de New York pendant la guerre de Sécession.

### Première Guerre mondiale, de graves difficultés
Le 28 avril 1915, trois jours après la mort de sa femme, Herbert de Reuter se suicide. L'action est passée de 12 livres sterling à 3 livres sterling. Elle baisse déjà depuis le lancement du premier magazine TSF, The Marconigraph, distribué par la "Marconi Press Agency", filiale de Marconi. Puis c'est le krach de la British Commercial Bank, censée fournir à la maison-mère Reuters un département "publicité" sur le modèle de la rivale Havas, qui gagne beaucoup d'argent grâce à la publicité financière. Les fonds de la British Commercial Bank sont bloqués par le gouvernement du premier ministre Herbert Asquith, qui modifie aussi les codes et règles télégraphiques, et tente de favoriser un rachat par Marconi, avant que n'éclate le « scandale Marconi. »
En 1916, un directeur de Reuters, Sir Roderick Jones, lance une OPA sur sa société, à 11 sterling l'action, contre 10 sterling proposé par Marconi,, grâce à un prêt de 55 000 sterling du beau-frère d'Herbert Asquith. Pendant la Première Guerre mondiale, Reuters a d'abord gagné de l'argent via l'"Imperial News Service", créé en 1911, suivi en 1912 par la mise sur pied du "Reuter Agence Service", qui ne vise plus seulement l'expansion commerciale dans le Commonwealth mais à aider le gouvernement britannique qui souhaite utiliser les connexions de Reuters. Une audition devant la Chambre des communes montrera le 31 juillet 1918 que le gouvernement a dépensé en un an 126 000 sterling d'aides pour les câbles télégraphiques, l'essentiel étant versé à Reuters.
Herbert Asquith associe Sir Roderick Jones, en tant que directeur de la propagande, à la cellule de propagande nommée "Wellington House", qui donne naissance en mars 1918 à un nouveau Ministère de l'information britannique. Il impose la création du Reuter Agence Service, réplique de l’Imperial News Service plus tournée vers la propagande. Le 16 avril 1917, il diffuse une histoire inventée par un journal belge sur une usine allemande accusée de transformer des corps humains en matériaux de guerre. Reuters-Australie demande confirmation qu'il faut signer Reuters sous la dépêche et Sir Roderick Jones répond « oui ». La perte de crédibilité qui en découle entraîne la création d’agences de presse au Canada, en Australie et en Asie. Le 1er avril 1924, le Kuomintang a fondé en Chine la Central News Agency, ou Agence Chekiai. Au même moment l'Agence Kokusaï japonaise a cessé en 1923 de constituer une simple filiale de Reuters pour devenir la coopérative de journaux Shimbum Ringo, agence de presse japonaise à part entière. Le rival américain United Press créé la British United Press au Canada puis à Londres et perce en Inde en 1925, avec vingt correspondants dès 1926. L'autre rival américain, l'Associated Press monte aussi en puissance, au Canada et en Amérique latine, percée reconnue par l'accord du 26 août 1927 sur l'information, qui ouvre aussi à l'Agence Havas le Canada, autrefois territoire réservé à Reuters. En 1924, l'Australien Keith Murdoch accuse Reuters d'être composée de journalistes snob, arrogants et éloignés des réalités australiennes.

### 1925: rachat par les journaux régionaux britanniques
En 1925, la Press Association, qui regroupe la presse britannique régionale, s'inquiète des difficultés de Reuters. Elle décide de prendre une participation majoritaire au capital, portée à la quasi-totalité du capital en 1930, seul un millier d'actions restant entre les mains de Sir Roderick Jones. Transformée ainsi en coopérative indépendante, Reuters développe l'usage de la radio pour transmettre ses nouvelles et un service de cotations de prix et des taux de change envoyés en code Morse, le "Reuterian", qui devient leader en Europe en 1929. Depuis 1923, la BBC s'est engagée à ne diffuser qu'à l'intérieur des îles britanniques les nouvelles fournies par Reuters et les trois autres agences de presse britanniques: Central News, The Exchange Telegraph Company et la Press Association.
En Australie, Reuters opère en 1926 un renversement d'alliance au profit de l'Australian Press Association (APA), via un contrat qui lui donne la possibilité de vendre ses informations aussi aux autres journaux. Une nouvelle agence australienne émerge, l'Australian Associated Press, pour fédérer tous les acteurs locaux et devenir actionnaire de Reuters.
En 1941, Sir Roderick Jones, accusé d'avoir compromis l'agence dans des opérations avec le gouvernement britannique, est destitué. Le gouvernement lui-même participe à son éviction. Le Reuters Trust est créé pour garantir l'indépendance de l'agence, codétenue par la Press Association et l'Association des propriétaires de journaux britanniques, qui regroupe les titres nationaux. Ce statut coopératif, proche de celui de l'Associated Press américaine, sera conservé jusqu'à l'introduction en Bourse de 1984.
En 1944, Reuters rachète le Comtelburo, une toute petite agence spécialisée dans l'information sur la finance et les matières premières, qu'elle développe pour valoriser son réseau mondial. Le Comtelburo représentera quinze ans plus tard, en 1959, un tiers du chiffre d'affaires de Reuters.

### 1963-1984: une croissance portée par la clientèle non-média
Pendant des décennies, les cours de bourse sont diffusés par radio puis par télex. Gerald Long (1923-1998), le directeur général de Reuters de 1963 à 1981, a mené une vigoureuse politique de diversification progressive vers les activités d'information financière.
Le 23 avril 1964, Reuters s'allie à l'américain Ultronics Systems, une petite société qui diffuse les cours des actions cotées sur le New York Stock Exchange ou l'AMEX ; son système s'appuie sur un appareil, baptisé Stockmaster, un modem, mis au point par ATT, et un ordinateur distant, lui-même relié à la bourse par modem, qui met à jour, chaque fois qu'il reçoit une transaction, les cours le plus haut et le plus bas, avec seulement trois chiffres à l'écran, et le volume négocié sur la journée pour l'action concernée.
Les concurrents Scantlin Electronics, avec son Quotron, et Bunker Ramo, avec le Telequote, cassent les prix : Reuters affiche une perte de 57 000 livres sterling en 1964, qui deviendra un bénéfice de 1,12 million de livres sterling en 1975
En 1971, les États-Unis mettent fin aux accords de Bretton Woods et au régime des parités de change fixes. C'est l'émergence du marché des changes. Reuters crée le service Money Monitor. À Paris, pourtant siège de l'AFP, l'agence concurrente, ce service compte rapidement plus de 150 clients, dont les banques nationalisées. Cette activité va transformer en profondeur la base de clientèle, vite constituée à 90 % de banques et d'entreprises. De 1976 à 1980, les recettes doublent, en seulement quatre ans.
En 1973, c'est le premier service d'information financière sur écran, Reuters Monitor : une quinzaine de contributeurs publient les cours de change. Lorsque le service est arrêté, en 1996, 500 000 écrans auront été installés dans le monde.
Dealing 2000, un service de négociation électronique, est la suite logique de Monitor et conforte la position de Reuters sur le marché des changes. Il aura également pour héritier indirect Globex, premier système de négociation électronique d'options et futures aux États-Unis, que Reuters développe en coopération avec le Chicago Mercantile Exchange.

### L'entrée en Bourse de 1984
En 1985, un an après son entrée en Bourse, Reuters investit dans la diffusion numérique en temps réel, en rachetant Rich Inc, qui a développé Triarch 2000. Mais lors du krach de 1987, l'action Reuters est la plus touchée de la Bourse de Londres: elle perd plus de la moitié de sa valeur.
Pratiquant une politique de systèmes ouverts, au contraire de la plupart de ses concurrents, Reuters publie une interface de programmation pour TRIARCH 2000 et invite les éditeurs de logiciels à développer des systèmes compatibles. Vingt-cinq ans plus tard, 284 applications développées par 164 éditeurs acquièrent des données temps réel de cette plateforme, renommée RMDS après sa fusion avec l'architecture concurrente acquise en 1994, le « TIB » de Tibco Finance.

### 1994-2007: pression technologique d'Internet et pression de Bloomberg
Début 1994, Reuters rachète la petite société américaine Capital Market Decisions (CMD), qui développe pour lui une base de données obligataire, Decision 2000, renommée Reuters Analytics. C'est la première étape d'une stratégie de développement dans la gestion d'actifs. Les gérants de portefeuille attendent des données historiques et analytiques : il faut une architecture technique nouvelle, pour délivrer en instantané un gros volume de données, et des partenaires pour y contribuer. Reuters rachète donc plusieurs diffuseurs spécialisés sur les OPCVM : Lipper, la Cote alphabétique et FERI. Il acquiert deux spécialistes des actions: Multex (recherche fondamentale) et EcoWin (historiques de cours). Pour avoir une base de données obligataire capable de rivaliser avec Bloomberg, il développe en interne Reuters Analytics.
La constitution de la plateforme technologique, ou « Projet Armstrong », s'avère ardue : il faut bâtir un nouveau réseau, HPSN mais aussi réunir Decision 2000, à dominante obligataire, et RDB, à dominante actions, dans une application frontale, sous Windows, capable de recevoir des données temps réel. Côté obligations, la variété des produits financiers, des créances négociables à la titrisation, requiert une expertise financière. Reuters 3000 Fixed-Income (R3FI) arrive sur le marché avec deux ans de retard, sans menacer la position commerciale de Bloomberg LP.
La « Série 3000 », qui rassemble les offres « action », monétaire et obligataire consomme de gros investissements, tandis que l'irruption de l'Internet commercial menace le modèle économique de diffusion de l'information financière par réseau privé.

### Dégradation de l'activité et rachat par Thomson en 2007
Nommé PDG en 2001, Tom Glocer est le premier Américain et le premier non-journaliste à diriger le célèbre groupe britannique.
En 2002, Reuters lance son programme Fast Forward, comprenant réduction des effectifs et fermetures de centres de production. L'activité recule cinq années de suite, entre 2001 et 2005, tout comme le cours de l'action, qui passe de 17 livres en 2000 à moins de 1 livre trois ans plus tard.
Reuters est racheté, en 2007, pour 17,2 milliards de dollars, par le groupe d'informations financières canadien Thomson, qui possède 53 % du nouvel ensemble, nommé Thomson Reuters. Tom Glocer, PDG de Reuters, en devient le président et le nouveau siège social est à New York. Les deux groupes, qui emploient alors 49 000 personnes à eux deux, se sont alors engagés à réduire de 500 millions de dollars leurs coûts en trois ans. La démission de Tom Glocer, fin 2011, marque la fin de l'intégration des deux entreprises.
Le 12 novembre 2018, une annonce en interne fait part d'une restructuration imminente de l'organisation des bureaux européens: en Italie, 16 postes sur 45 seront supprimés, 10 postes sur 120 sont menacés en Allemagne et les bureaux de Madrid et Lisbonne sommés de fusionner. Le but serait de poursuivre la délocalisation des informations en augmentant le nombre de rédacteurs du bureau de Gdynia en Pologne où les journalistes rédigent de courts bulletins d'information sans sortir sur le terrain.
Entre 2010 et 2021, les effectifs de l'agence ont diminué de plus de 15 %. Les syndicats mettent en cause les réductions d’effectifs à répétition et une direction qui impose un management chiffré éloigné de la réalité du journalisme.

### 2018-2019: emprisonnement puis libération de deux journalistes de Reuters
Wa Lone, 33 ans, et Kyaw Soe Oo, 29 ans, sont deux journalistes de Reuters condamnés à 7 ans de prison pour « violation de secrets d'État » le 3 septembre 2018 en Birmanie, alors qu'ils enquêtent sur un massacre de musulmans rohingyas.
Les deux journalistes sont arrêtés portant sur eux, des papiers classés secrets. Selon une enquête menée sur cette affaire, ils sont en réalité victimes d'un piège tendu par la police. Les journalistes ont dîné avec des policiers qui leur ont alors remis des documents présentés comme secrets. Plus tard dans la même soirée, ils ont été arrêtés en possession de ces papiers secrets dont ils n'ont en fait pas eu le temps matériel de prendre connaissance. Cette affaire a montré au monde que la Birmanie « démocratique » est en train de glisser de nouveau vers l'autoritarisme.
Libérés le 7 mai après avoir passé 511 jours en prison, les deux journalistes ont pu obtenir une amnistie le 7 mai 2019 de la part du président Win Myint au nom de « l’intérêt national sur le long terme ».

### 2023: meurtre d'un journaliste
Le 13 octobre 2023, un journaliste de Reuters est tué au Liban dans une frappe de l'armée israélienne. Six de ses confrères (deux de Reuters, deux de la chaîne qatarie Al Jazeera et deux de l'Agence France-Presse) sont aussi blessés dans cette attaque. Des enquêtes menées par l'AFP, HRW et Amnesty International ont conclu à l'utilisation d'un obus de char de 120 mm d'origine israélienne. Une analyse menée par le laboratoire de l'Organisation néerlandaise de recherche scientifique appliquée avait conclu que le char israélien, dont deux tirs d'obus ont tué le journaliste, avait probablement ouvert le feu dans un deuxième temps sur le groupe avec une mitrailleuse lourde. Le Comité de protection des journalistes (CPJ) avait accusé Israël de « crime de guerre » pour avoir visé des journalistes.

## Acquisitions et coentreprises
- 1964 : création de la coentreprise Reuters Ultronics Report avec l'américain Ultronics Systems ;
- 1985 : rachat de l'américain Rich Inc.
- 1986 : rachat de Hovland Business Systems, une petite société ayant développé un système de tenue de position de change, qui sera renommé en Reuters Position Keeping System (RPKS) ; Reuters entre ainsi pour la première fois dans l'informatique de gestion ;
- 1987 : rachat du courtier en actions américain Instinet et de l'exploitant de bases de données canadien IP Sharp ;
- 1993 : prise de contrôle d'Effix, éditeur français de progiciels pour salle de marchés et de Capital Market Decisions Inc.
- 1994 : rachat de la société américaine Quotron, spécialisée dans la diffusion du prix des actions nord-américaines, et de Teknekron, renommé en TIBCO, d'après le « TIB » (The Information Bus), principal concurrent de TRIARCH 2000 comme infrastructure de salle des marchés ; Reuters scindera par la suite cette filiale en Tibco Finance, qu'il intègre à sa politique produits, et Tibco Software, à la clientèle non financière, et qu'il remettra sur le marché boursier en 1999 ;
- 1998 : prise de participation de 33,5 % dans le capital de l'éditeur français GL Trade spécialisé dans le routage d'ordre boursier (qu'elle revendra en 2004), rachat de Liberty SA, spécialisé, lui, dans la négociation électronique d'actions sur le marché de gré à gré, et de Lipper Analytical Services, société américaine de diffusion de valeurs liquidatives et de classement d'OPCVM ;
- 1999 : création de Factiva, une coentreprise avec Dow Jones, un rival de toujours. Factiva est un fournisseur d'information en économie. En décembre 2006, Reuters revendra à Dow Jones sa part de 50 % dans Factiva ;
- 2001 : acquisition de l'américain Bridge Information Systems et de l'éditeur de logiciel français Diagram, dont l'offre, consacrée aux fonctions de back office des banques d'investissement, ainsi que la fusion avec Marvin software (Analytics) doit venir compléter celle d'Effix qui devient pour l'occasion Reuters Financial Software ;
- 2003 : Reuters rachète Multex.com, un fournisseur d'information spécialisé dans la recherche sur actions ;
- 2004 : Reuters acquiert son concurrent américain Moneyline Telerate[46].
- 2005 : Reuters revend au NASDAQ les 62 % qu'il détient encore dans Instinet, après en avoir introduit 17 % en bourse 4 ans plus tôt[47] ; la même année, il achète EcoWin, une société suédoise spécialisée dans la diffusion d'historiques de cours ;
- 2006 : acquisition d'Application Networks, éditeur d'un progiciel de risk-management, et de FERI Fund Market Information, un diffuseur allemand d'informations sur OPCVM[48] ;

## Activités et produits
Bien que connue du grand public comme agence de presse, Reuters ne tire de cette activité que 6 à 7 % du chiffre d'affaires, et rien en termes de bénéfices. Au contraire, l'activité a été le plus souvent déficitaire.

### Produits d'information
Plus de la moitié des revenus proviennent de la vente d'informations financières :
- abonnements aux cotations temps réel, distribuées par le réseau numérique propriétaire, Integrated Data Network ou IDN ; cette offre s'adresse essentiellement aux banques d'investissement ;
- abonnements aux données de référence et prix de clôture des entreprises de marché, avec l'offre DataScope, qui cible les back office ;
- systèmes d'affichage et d'aide à la décision installés sur les postes de traders ;
- puis les abonnements à la Série 3000, une offre apparue en 1996 qui associe données temps réel et données historiques ; la politique commerciale distingue essentiellement Equities 3000 et Fixed Income 3000 pour cibler les gérants actions et obligataires respectivement, la clientèle naturelle étant les sociétés de gestion d'actifs et les investisseurs institutionnels ;
- Reuters Business Briefing (RBB), puis Factiva, en coentreprise avec Dow Jones, archive et distribue électroniquement des articles de la presse économique à une époque où l'Internet n'existe pas encore commercialement ;
- Reuters Financial Television (RFTV) est créée en 1996, mais fermée en 2002, faute de rentabilité suffisante.

### Produits de transaction
Les produits transactionnels (transaction products), c'est-à-dire les systèmes de négociation électroniques, se différencient selon leur segment de marché :
- Le Monitor Dealing Service, lancé en 1981, permet de converser avec une contrepartie par écran interposé, en mode vidéotex ; dans sa version suivante, Dealing 2000, lancé en 1989, cette conversation est plus structurée, réduisant ainsi le risque de malentendu ; Dealing 2000-2, en 1992, permet de transmettre la transaction automatiquement vers les systèmes internes de la banque ; Dealing 3000, en 1995, porte le système sur environnement Windows, et permet de retirer du poste du trader le moniteur jusque-là affecté à ce seul service ;
- RXT est un système de transmission d'ordre à une bourse ; la plupart de ses clients sont des brokers de Paris ou de Toronto, deux bourses qui utilisent le même système d'information NSC ;

D'autres offres assurent la négociation d'ordres entre la salle des marchés et la clientèle institutionnelle, notamment sur le change et les produits de trésorerie.

### Risk-management
Les systèmes de risk-management constituent une division à part entière à partir de 1991, même si leur chiffre d'affaires reste fondu à celui des produits transactionnels dans les comptes publiés :
- Global Credit Limits System (GLCS) est le premier système de contrôle global et en temps réel des limites sur les produits interbancaires et de change ;
- Reuters Position-Keeping System (RPKS), puis Kondor+ assurent la tenue de position et un calcul des risques au niveau du trader ou du desk ;
- Sailfish assure le calcul de la Value at risk, qui tient compte des effets de corrélation dans les risques des différents desks ;
- JRisk est une boite à outils logicielle réservée aux produits dérivés et conçue par la société Application Networks, avant d'être rachetée par Reuters en 2006. Le produit s'appelle aujourd'hui Top Office.

### Infrastructures de salle des marchés
Les infrastructures de salle des marchés comprennent les serveurs de flux, notamment celui consacré à IDN, et ceux consacrés à une bourse domestique, les serveurs de contribution, et RMDS, le système qui redistribue les données de ces flux jusqu'à chaque trader et ses applications de pricing installées sur son poste. Radianz complète l'offre à partir de 2000 : cette coentreprise avec Equant, un opérateur de télécommunications, propose un réseau IP privatif à travers lequel les professionnels peuvent faire passer leur diffusion de données ou leur trading électronique avec une plus grande fiabilité d'acheminement et une plus grande protection de la confidentialité des données que sur l'Internet public.

### Autres activités
Parmi les activités périphériques, le Greenhouse Fund, lancé en 1995, et qui investit dans les startups, dégage quelques plus-values appréciables, notamment à la revente de la participation dans Yahoo, dans les années précédant l'éclatement de la bulle internet.
Instinet est un broker électronique, un des premiers historiquement, qui opère sur les marchés d'actions et auquel Reuters laisse une large autonomie de fonctionnement, jusqu'à sa revente en 2006.
Thomson Reuters, via sa branche Thomson Scientific, s'est aussi diversifié vers des produits destinés au monde académique ou de la R&D. Il propose par exemple la base de données Web of Science.

## «The Business of Information»
Ce slogan, « le métier de l'information », en français, que Reuters s'est choisi, témoigne d'une très forte identification de l'entreprise à sa vocation d'agence de presse, bien que les revenus tirés de cette activité stricto sensu n'aient jamais dépassé les 10 % de son chiffre d'affaires. Certes, les seules ventes d'abonnements aux prix de marché en temps réel représentent un volume de revenus bien supérieur à celui de la vente de dépêches, et relèvent elles aussi du métier de l'information ; il reste que les ventes de systèmes et de droits d'accès à ses réseaux, représentant entre 30 et 50 % du chiffre d'affaires, et l'essentiel de sa croissance depuis les années 1970, désignent aussi l'entreprise clairement comme un acteur technologique.
Reuters ne s'est en effet jamais réellement assumé comme éditeur de logiciel même s'il l'est devenu au gré de ses choix tactiques ; le Dealing Service s'est imposé comme une amélioration incrémentale du service de Reuter Monitor : là où on sait contribuer et afficher des prix sur un marché de gré à gré comme celui des changes, il n'y a qu'un pas à franchir pour aider deux contreparties à engager une conversation en vue de conclure une opération ; plus tard, le système de gestion du risque de change RPKS a été lancé pour conforter la vente des abonnements de cours de change ; Effix a été acheté plus parce que son système d'affichage pour Unix constitue la dernière brique qui lui manque dans la chaine de distribution de l'information, qu'à cause de Kondor+, qui l'introduit sur le marché du risk-management.
Quand l'Internet s'impose commercialement à la fin des années 1990, Reuters y voit tout à la fois une menace et une opportunité, mais dans son métier d'information. L'entreprise monte son site web dès 1997 et crée l'entité New Media, qui saura avec succès générer un chiffre d'affaires nouveau dans la vente d'informations par Internet.
Reuters se voit d'abord comme un acteur des médias, se choisit systématiquement un journaliste pour patron jusqu'en 2001, mais désigne comme son concurrent le plus sérieux Bloomberg, une entreprise dont les origines et la culture sont aux antipodes des siennes, et qui se voit d'abord comme un acteur de la finance.
Les restructurations conduites à partir de 2002 épargnent pour l'essentiel l'activité d'agence de presse. Au moment de la reprise par Thomson, le groupe compte encore 2 500 journalistes sur 13 000 employés, répartis dans quelque 200 bureaux dans une centaine de pays, et son réseau de diffusion, en 23 langues, est unique au monde. Ce dispositif est coûteux et son effet d'entrainement sur les autres activités difficile à mesurer, alors que la presse, notamment écrite, qui est la cliente directe de l'agence, entre dans des difficultés économiques croissantes.

## La question de l'indépendance

### Journalistes de Reuters au service du MI6 et de la CIA jusqu'au moins 1973
En 1975-1977, le rapport préliminaire — non approuvé mais fuité par la presse — de la Commission Pike (Chambre des représentants des États-Unis) mentionnent que la CIA recrute des journalistes américains et britanniques. La CIA n'a pas d'agents à Reuters, qu'elle considérerait une cible potentielle du MI6 vu que l'agence est basée au Royaume-Uni, mais au besoin, elle utilise les agents du MI6 postés à Reuters.
La CIA utilisait principalement les journalistes pour repérer des candidats espions, des détails sur les officiels non américains. Cependant, elle manipulait l'information en demandant aux journalistes d'aller dans certains pays et tentait dans certains cas d'influencer leurs opinions,. Il est compliqué de déterminer l’implication des dirigeants de Reuters, car comme avec le New York Times, les accords étaient soit informels, soit passés par des subordonnés, pour que les responsables ne soient pas mis en cause, selon des responsables de la CIA,.
La CIA affirmait avoir arrêté le programme de manipulation médiatique en 1973, même si elle continuait de dire n'avoir aucun problème à payer des pigistes. Vu l'opacité de la CIA, les affirmations de l'agence sont difficiles à vérifier.

## La question de l'impartialité
L'agence bâtit sa notoriété sur la vitesse, en annonçant la première en Europe l'assassinat du président américain Abraham Lincoln en 1865, puis la fin de la Seconde Guerre des Boers, en 1902, couverte par son futur directeur général Sir Roderick Jones, mais aussi sur l'impartialité, ayant, lors de cette même guerre des Boers, dépêché des reporters des deux côtés belligérants. Cependant, cette réputation d'impartialité sera écornée lors de la Première Guerre mondiale, l'agence étant alors critiquée pour collusion avec le gouvernement britannique. C'est sans doute pour éviter une nouvelle controverse qu'elle édicte, en 1941, les Reuters Trust Principles, charte professant une volonté d'indépendance, d'impartialité et d'exactitude des faits rapportés, et de laquelle l'entreprise d'aujourd'hui se réclame encore.
Ce souci de l'impartialité va jusqu'au refus d'employer tout terme à caractère « émotionnel », notamment celui de terroriste. En réponse à des critiques sur le non-emploi de ce mot pour qualifier les attentats du 11 septembre 2001, un journaliste de l'agence affirme en effet que « le terroriste des uns est le combattant de la liberté des autres ».
Reuters interdit en 2009 à ses journalistes de se sourcer auprès de Wikipédia.
Pendant la guerre du Donbass, le bataillon Donbass fait l'objet d'articles élogieux des journalistes des agences Reuters notamment[source secondaire nécessaire], alors qu'un de ses photographes Viktor Gourniak est un combattant volontaire dans le bataillon Aidar et qu'un reporter, Anton Zverev aurait falsifié l'interview d'un témoin pour lui faire dire que le missile qui aurait détruit le vol MH17 provient d'un territoire occupé par les rebelles pro-russes,.
Le 30 mars 2019, pendant les manifestations de 2019 en Algérie, le reporter tunisien Tarek Amara, chef de l'antenne locale de Reuters, est expulsé du pays, les autorités lui reprochant d'avoir relayé de fausses informations selon lesquelles la police a utilisé la force contre les manifestants et d'avoir propagé un faux décompte du nombre de manifestants présents dans la capitale,.
En mars 2022, suivant des critiques vis-à-vis du partenariat entre Reuters et l'agence de presse d'État russe Tass lors de l'invasion de l'Ukraine par la Russie, Reuters rompt son partenariat après l'avoir initialement justifié.

## Principaux concurrents
- Misys
- SIX Financial Information
- Bloomberg L.P. (le tiers du marché de l'information financière, en 2006, contre 22 % pour Reuters[69])
- Thomson Financial (11 % de ce marché[69])
- Dow Jones
- Sungard

## Dirigeants successifs
- Paul Julius Reuter (1851-1899)
- Herbert de Reuter (1899-1915)
- George Baron de Reuter (1915)
- Roderick Jones (1915-1944)
- Christopher Chancellor (1944-1959)
- Walton Cole (1959-1963)
- Gerald Long (1964-1981)
- Glen Renfrew (1981-1991)
- Peter Job (1991-2001)
- Tom Glocer (2001-2011)